# نادي كشله
نادي إنتر باكو ((بالأذرية: İnter Bakı Peşəkar İdman Klubu)‏) هو نادي كرة قدم في أذربيجان تأسس في 1997 يقع مقره في باكو. يلعب في دوري أذربيجان الممتاز. يدربه زاور سفانادزه. تعود ملكية النادي لبنك أذربيجان الدولي.

## اللاعبون
ملاحظة: تشير الأعلام إلى المنتخب الوطني على النحو المحدد في قواعد الأهلية للفيفا. قد يحمل اللاعبون أكثر من جنسية واحدة غير تابعة للفيفا.
| الرقم | البلد    | المركز | اللاعب               |
| ----- | -------- | ------ | -------------------- |
| 1     | أذربيجان | حارس   | صلاحت آغاييف         |
| 3     | البرازيل | مدافع  | دينيس سيلفا          |
| 6     | أذربيجان | وسط    | سمير زارغاروف        |
| 8     | أذربيجان | وسط    | نظامي حاجييف (كابتن) |
| 9     | أذربيجان | مهاجم  | برديس فرجاد-آزاد     |
| 11    | أذربيجان | مهاجم  | رؤوف علييف           |
| 14    | جورجيا   | مدافع  | زوراب كيزانيشفيلي    |
| 15    | أذربيجان | مدافع  | رسلان أبيشوف         |
| 17    | أذربيجان | مدافع  | عباس حسينوف          |
| 19    | أذربيجان | وسط    | مير حسين سيدوف       |
| 22    | أذربيجان | مدافع  | إيلكين قيرتيموف      |
| 27    | رومانيا  | مدافع  | أدريان سكارلاتاتشه   |

| الرقم | البلد    | المركز | اللاعب          |
| ----- | -------- | ------ | --------------- |
| 33    | أذربيجان | مدافع  | تارلان غولييف   |
| 55    | أذربيجان | مهاجم  | آغابالا رمضانوف |
| 98    | أذربيجان | مهاجم  | غارا غاراييف    |

## روابط خارجية
- الموقع الرسمي